# Marie Fikáčková
Marie Fikáčková (Sušice, 9 september 1936 - 13 april 1961) was een Tsjechische seriemoordenares die na haar arrestatie in 1960 bekende in de voorgaande drie jaar ten minste tien baby's vermoord te hebben. 

## Modus operandi
Verpleegster Fikáčková vermoordde haar slachtoffertjes door ze zodanig op het hoofd te slaan dat ze binnen een paar uur tot een paar dagen overleden. Ze werd uiteindelijk veroordeeld tot de doodstraf voor twee moorden. De andere gevallen konden niet worden bewezen.
Fikáčková stierf door middel van ophanging.